# Guido Taramelli
Guido Taramelli (Bergamo, 21 ottobre 1895 – Venezia, 12 giugno 1919) è stato un militare e aviatore italiano, della specialità bombardamento, distintosi particolarmente nel corso della prima guerra mondiale, dove fu decorato con tre Medaglie d'argento al valor militare e tre Croci al merito di guerra.

## Biografia
Nacque a Bergamo il 21 ottobre 1895. Si arruolò nel Regio Esercito nell'estate del 1915, poco dopo l'entrata in guerra del regno d'Italia, assegnato come sottotenente di complemento al 57º Reggimento fanteria. Nel giugno 1916 chiese, ed ottenne, il trasferimento al Servizio Aeronautico, ottenendo dapprima il brevetto di pilota e poi quello di pilota militare. Assegnato alla 1ª Squadriglia Caproni, di stanza sul campo d'aviazione della Comina nel 1917, si distinse subito, tanto da essere promosso capitano in meno di un anno.
Fu ideatore e realizzatore del primo volo con bombardamento notturno eseguito nella notte "illune" tra il 25 e il 26 giugno 1917, per cui ricevette la prima Medaglia d'argento al valor militare.  Dopo l'infausto esito della battaglia di Caporetto la sua squadriglia fu costretta a lasciare la propria base, raggiungendo il campo d'aviazione di San Pelagio. Qui incontrò Gabriele D'Annunzio che nella seconda metà del 1918, lo convinse a lasciare la sua unità per entrare a far parte della 1ª Squadriglia navale S.A. "San Marco", dove militava anche Antonio Locatelli. Dopo la fine della prima guerra mondiale entrò in servizio permanente effettivo, ma morì per un incidente aereo a Venezia il 12 giugno 1919.
Al termine del conflitto risultava decorato con tre Medaglie d'argento al valor militare e tre Croci di merito di guerra ottenute in circa 80 missioni operative.  Quando nel 1930 venne creato l'Aero Club di Bergamo il suo pluridecorato concittadino Antonio Locatelli volle, fortemente, che fosse a lui intitolato.

### Fonti
1. 1 2  Mancini 1936, p. 579.
2. 1 2 3 4 5  Ares Games.
3. 1 2  Mancini 1936, p. 580.